# سمورة والبنت القمورة (فلم)
سمورة والبنت القمورة أو سمورة والبنت الأمورة فيلم مصري إنتاج عام 1984 بطولة ليلى علوي،سعيد صالح، أحمد بدير ومن إخراج سمير حافظ .

## قصة الفيلم
يروي الفيلم قصة موظفة تعاني من غيرة زوجها الشديدة ، وارتيابه الشديد فيها ، لذا تحدث العديد من المواقف الطريفة ، والمضحكة إلى أن تتأزم الأمور بشدة ، عندما يتخيل وجود علاقة بينها ، وبين رئيس عملها ، ويسعى إلى الانتقام ردا لشرفه ، ولكرامته الجريحة حسب وجهة نظره .

## طاقم التمثيل
| - سمير غانم: سمير - ليلى علوي: ليلى حنفي أبو ودان - سيد زيان: مجدي - مدير الفرع - سعاد نصر: مستكة - نعيمة الصغير: نعيمة | - محمد أحمد المصري (أبو لمعة): حنفي أبو ودان - صلاح يحيى: فراش البنك - محمود الزهيري: الزهيري - مدير البنك - نصر حماد: زبون الجرافيت | - حنان ثروت: حنان - هادي الجيار: هادي - العريس - سيد مصطفى - هالة شاكر: راقصة |

## طقم عمل
| - إبراهيم عزقلاني: منتج - محمد رسمي: مدير الإنتاج - المصرية اللبنانية للتجارة والسينما: منتج - مصطفى صابر العزقلاني: مدير الإنتاج - أحمد دسوقي: ماكيير - راضي السيد: مساعد ماكيير - نادية صديق: مصفف الشعر - سمير حافظ: مخرج - أحمد شاهين: مساعد مخرج - محمد كيلاني: كلاكيت | - محمد الطباخ: مونتير - حنان الشربيني: مركب الفيلم - عادل شكري: نيجاتيف - مصر للإستوديوهات والإنتاج السينمائي (مصر للاستوديوهات: الطبع والتحميض - سعد عبدالرحمن: مدير عام المعامل - ماجد موسى: مصحح الألوان - فاروق السيد: مسجل الحوار - علي حامد: مهندس الصوت - بيومى حسن أحمد: مساعد الصوت - الشركة اللبنانية للتجارة والاستثمار السينمائي (صبّاح إخوان): موزع خارجي | - الدقي فيديو فيلم: موزع فيديو - المصرية اللبنانية للتجارة والسينما: موزع داخلي - عادل عبدالعظيم: مدير التصوير - رؤوف عبدالخالق: مساعد مصور - مصطفى المعاون: أكروبات - حسنين عبدالمنعم: أكروبات - سيد إبراهيم عزقلاني: قصة وسيناريو وحوار - صبحي بسطا: مصور فوتوغرافيا - الشحري: المؤثرات البصرية - تركي الهواري: ريجيسير |

## وصلات خارجية
- مقالات تستعمل روابط فنية بلا صلة مع ويكي بيانات
- سمورة والبنت القمورة على موقع الدهليز